# Stenaoplus albidescens
Stenaoplus albidescens är en stekelart som beskrevs av Heinrich 1968. Stenaoplus albidescens ingår i släktet Stenaoplus och familjen brokparasitsteklar. Inga underarter finns listade i Catalogue of Life.